# Thiriya Nizamat Khan
Thiriya Nizamat Khan – miasto w północnych Indiach w stanie Uttar Pradesh, na Nizinie Hindustańskiej.
Populacja miasta w 2001 roku wynosiła 19 251 mieszkańców.